# ドナルド・スローン
ドナルド・ウェイン・スローン (Donald Wayne Sloan 1988年1月15日 - )は、アメリカ合衆国ルイジアナ州シュリーブポート出身の元バスケットボール選手。現役時代のポジションはポイントガード。

## 来歴
テキサス州ダラスの高校でラマーカス・オルドリッジとプレーし、大学進学の際にカンザス大学、ジョージア工科大学、オクラホマ大学、マーケット大学、テキサスA&M大学、地元の南メソジスト大学など多くの有力校からのリクルートを受け、スローンはテキサスA&M大学に進学。デアンドレ・ジョーダンと共に同大学の中心選手として4年間活躍したが、2010年のNBAドラフトでは、どのチームからも指名を受けることは出来なかった。
スローンの2010年のサマーリーグでサクラメント・キングスの一員として参加し、トレーニングキャンプにも参加するも、最終ロースターには残れなかった。
結局スローンは2010-11シーズンはDリーグとフィリピンリーグでプレーし、2011-12シーズンにNBAデビュー。それでも契約と解雇を繰り返す状態が続き、2012-13シーズン後半はCBAの広東サザンタイガースでプレーし、リーグ優勝を経験した。
2013年夏、インディアナ・ペイサーズと契約。2014-15シーズンはジョージ・ヒルが開幕から欠場したために、開幕からスターターを任された。
2015年8月11日、ブルックリン・ネッツと契約。
2016年7月21日、再び広東サザンタイガースと1年270万ドルで契約した。
2017年8月17日、ワシントン・ウィザーズと契約したが、シーズン開幕前に解雇。11月4日にテキサス・レジェンズと契約した。